# 이진충
이진충(李盡忠, ? ~696년, 재위: 660년~696년)은 거란의 추장이다.

## 생애
이진충의 조부는 이굴가(大賀窟哥)이다. 이복고(大賀阿卜固)의 뒤를 이어 거란의 가한(추장) 직과 당으로부터 받은 송막도독부 도독 직을 계승하였다.
695년 그는 영주 도독 조문홰(趙文翽)가 지나친 폭정을 일삼자 처남인 손만영(孫萬榮)과 함께 
조문홰를 죽이고 반란을 일으켜 거란국 선포와 스스로 무상가한(無上可汗)이라 부르며, 당나라에 맞섰다. 이에 대중상을 중심으로 하는 고구려 유민들과 걸사비우가 이끄는 일부 말갈족들이 호응하여 들고 일어났다.
그의 부인 손씨와의 사이에는 자녀가 없었고, 이진충이 병으로 사망한 후, 그의 처남 손만영이 거란의 가한이 되었다.

## 가계
- 조부 : 이굴가(李窟哥) - 제3대 가한
- 조모 : 미상
- 아버지 : 이복고(李卜固) - 제4대 가한
- 어머니 : 미상
  - 가한 : 이진충
  - 부인 : 손씨(孫氏)
  - 처남 : 손만영(孫萬榮, 제6대 가한, 재위 : 696~697)

## 이진충이 등장한 작품
- 《대조영》(KBS, 2006년~2007년, 배우: 김동현)

| 전임 대하아복고 | 거란의 추장, 송막도독부의 도독 이진충 | 후임 손만영 |

1. ↑  이들 고구려 유민들과 말갈족들이 영주를 탈출하여 훗날 고구려를 계승한 발해를 건국하게 되었다.